# Marie Byrds land

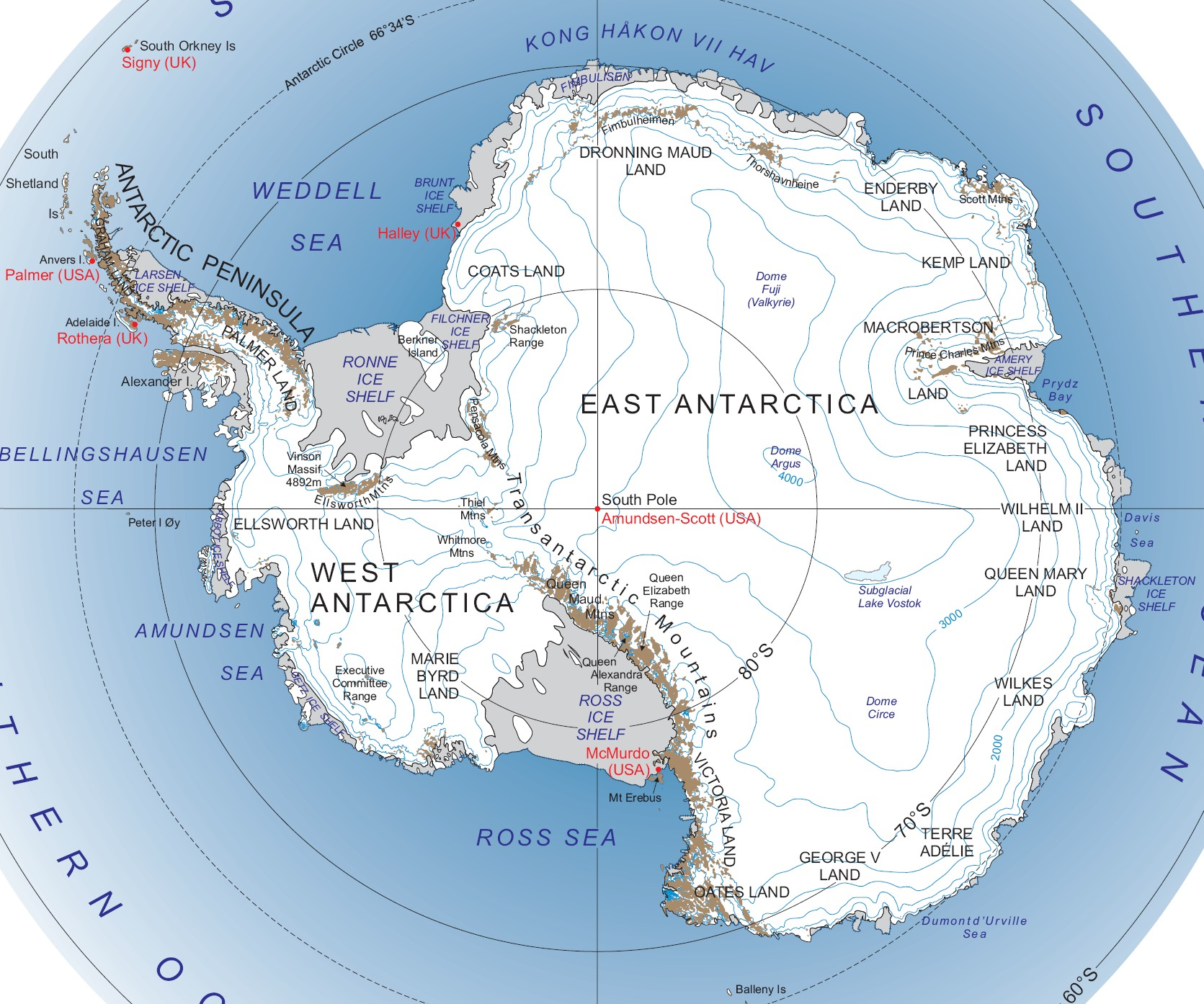
Lägeskarta, Marie Byrd Land i nedre vänstra sidan.

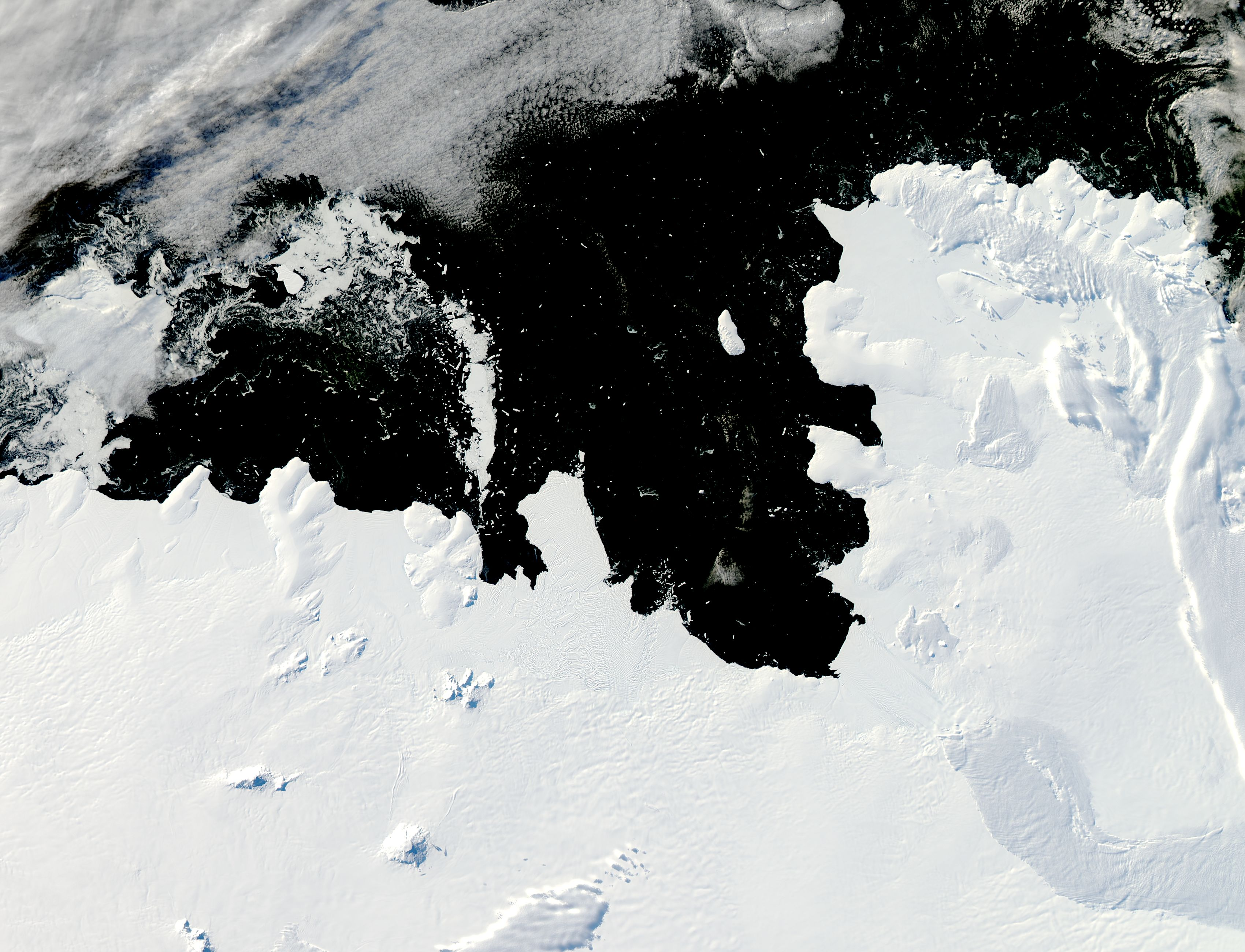
Walgreen Coast, Marie Byrd Land.

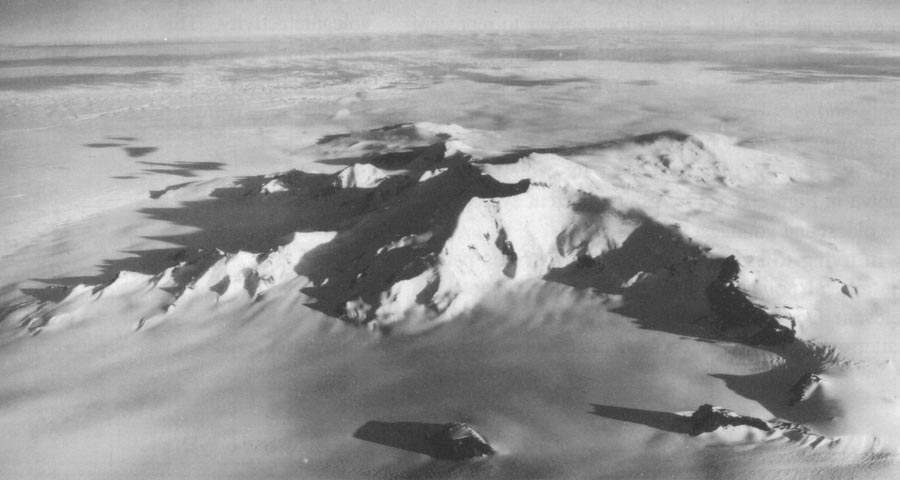
Mount Murphy, Marie Byrd Land.

Marie Byrds Land (engelska: Marie Byrd Land) är ett landområde i västra Antarktis. Här ligger Bentley Subglaciärgraven som med ett djup på ca 2 555 meter under havsytan är jordytans djupaste punkt och tillhör världens yttersta platser.

## Geografi
Marie Byrds Land ligger i Västantarktis mellan Ellsworth Land och Edward VII land. Området ligger direkt vid Amundsenhavet mellan George VI-shelfis och Sulzberger shelfis. Kusten är cirka 2 000 km lång och området sträcker sig mellan cirka 103° 24' V till 150° 50' V.
Området är kuperad med flera bergskedjor däribland Executive Committee Range nära kusten, den högsta toppen här är Mount Sidley med 4 285 m ö.h. Det finns även en rad glaciärer, de största är Haynes glaciären, Smith glaciären och Kohler glaciären. Området betraktas som den region på jorden som har mest vulkaner. Här finns 23 stora vulkaner där de högsta är Mount Takahe (3 460 m ö.h.) och Mount Murphy (2 705 m ö.h.).
Marie Byrd Land omfattar
- delar av Walgreen Coast (103° 24' V till 114° 12' V)
- Bakutis Coast, mellan 114° 12' V till 127° 35' V
- Hobbs Coast, mellan 127° 35' V till 136° 50' V
- Rupert Coast, mellan 136° 50' V till 146° 31' V
- delar av Saunders Coast, (146° V till 155° V)

Det finns en övergiven forskningsstation i området, den ryska Russkaya Station (Русская, 74° 46' S / 136° 52' V) som ligger i Rupert Coast.
Området är det enda landområde på Antarktis som ingen nation gjort territoriella landanspråk på, dock hade USA planer på att göra anspråk på området.

## Historia
Marie Byrds Lands kust upptäcktes i december 1929 av amerikanske Richard Evelyn Byrd under dennes första antarktiska flygexpedition åren 1928–1930, området namngavs då efter Byrds hustru Marie.
Området utforskades under Byrds andra flygexpedition åren 1933–1935 och United States Antarctic Programs expedition åren 1939–1941.
Walgreen Coast upptäcktes i februari 1940 och namngavs efter svenskättade Charles Rudolph Walgreen, en stor bidragsgivare till Byrds andra expedition.
1947 fastställdes det nuvarande namnet av amerikanska "Advisory Committee on Antarctic Names" (US-ACAN, en enhet inom United States Geological Survey).
Den sovjetiska forskningsstationen Russkaja invigdes den 9 mars 1980 och var bemannad till 1990.